# Icod de los Vinos
Icod de los Vinos település Spanyolországban, Santa Cruz de Tenerife tartományban. Icod de los Vinos Garachico, Santiago del Teide, Guía de Isora, La Orotava és La Guancha községekkel határos. Lakosainak száma 24 285 fő (2024).

## Népesség
A település népessége az elmúlt években az alábbi módon változott:
| Lakosok száma | 22 031 | 24 023 | 24 091 | 24 024 | 23 726 | 22 913 | 22 558 | 23 254 | 23 496 | 24 285 |
|               | 2001   | 2004   | 2007   | 2009   | 2012   | 2014   | 2017   | 2019   | 2022   | 2024   |